# Starofrancouzština
Starofrancouzština bylo románské nářeční kontinuum, kterým se mluvilo v oblastech Belgie, Švýcarska a severní Francie přibližně v letech 1000–1300. Ve středověku byl znám jako langue d'oïl, je však odlišný od okcitánštiny (langue d'oc, také známá jako provensálština), kterou se mluvilo na jih od oblastí, kde převládala starofrancouzština.

## Ukázka textu
„Pro Deo amur et pro Christian poblo et nostro commun salvament, d’ist di en avant, in quant Deus savir et podir me dunat, si salvarai eo cist meon fradre Karlo, et in aiudha et in cadhuna cosa…“
Pro lásku boží a křesťanský lid a naši společnou spásu, od tohoto dne, jelikož mi Bůh dal znalosti a moc, budu bránit svého bratra Karla ve všem…

## Vzorový text

### Všeobecná deklarace lidských práv
| starofrancouzsky | Tuit li home naissent libre et igal en dignité et en drois. Ont raison et conscience et duevent agir l'un a l'altre a un esprit de fraternité. |
| česky            | Všichni lidé se rodí svobodní a sobě rovní co do důstojnosti a práv. Jsou nadáni rozumem a svědomím a mají spolu jednat v duchu bratrství.     |